# Massif du Beaufortain

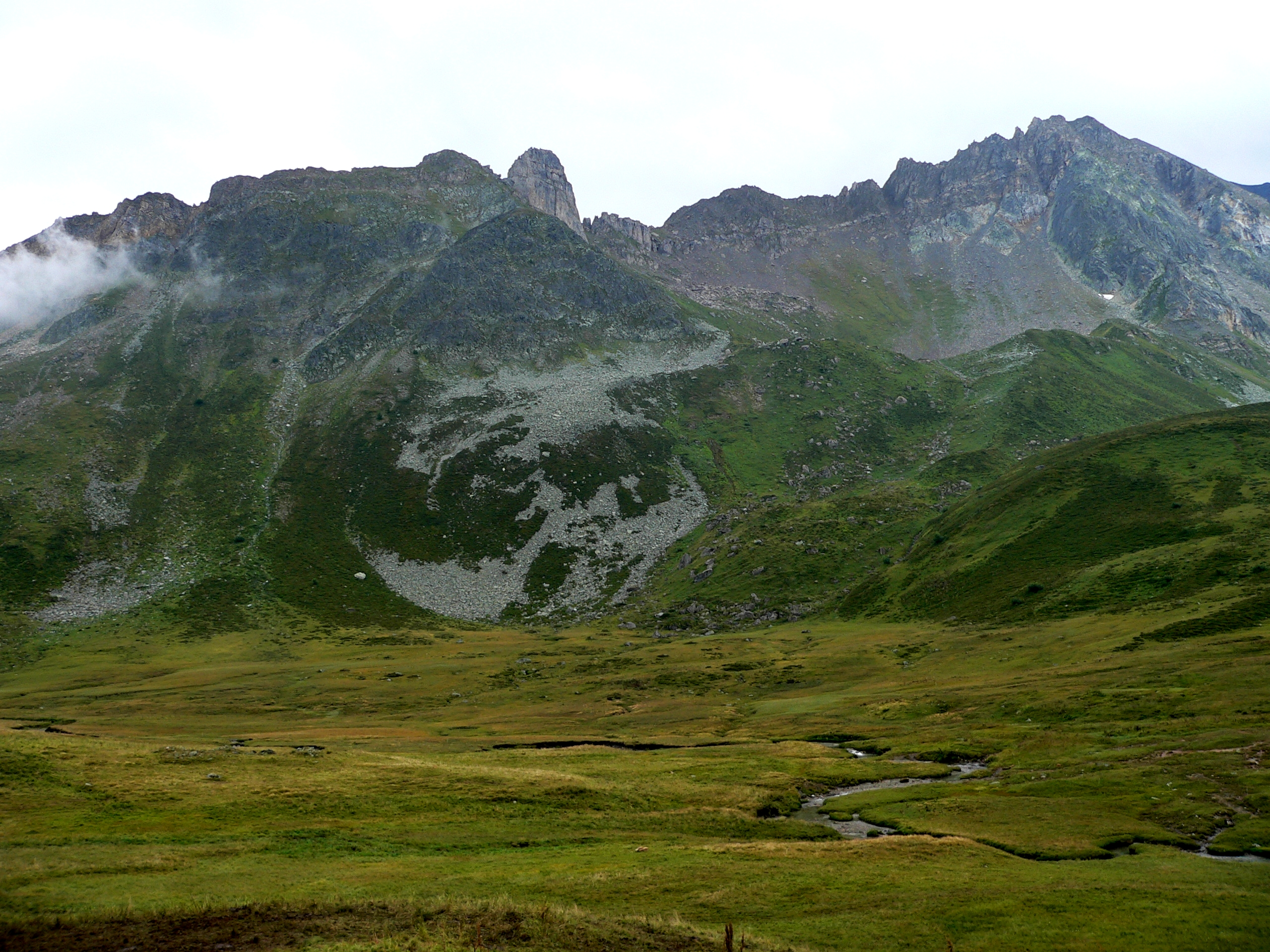
Przełęcz Cormet de Roselend

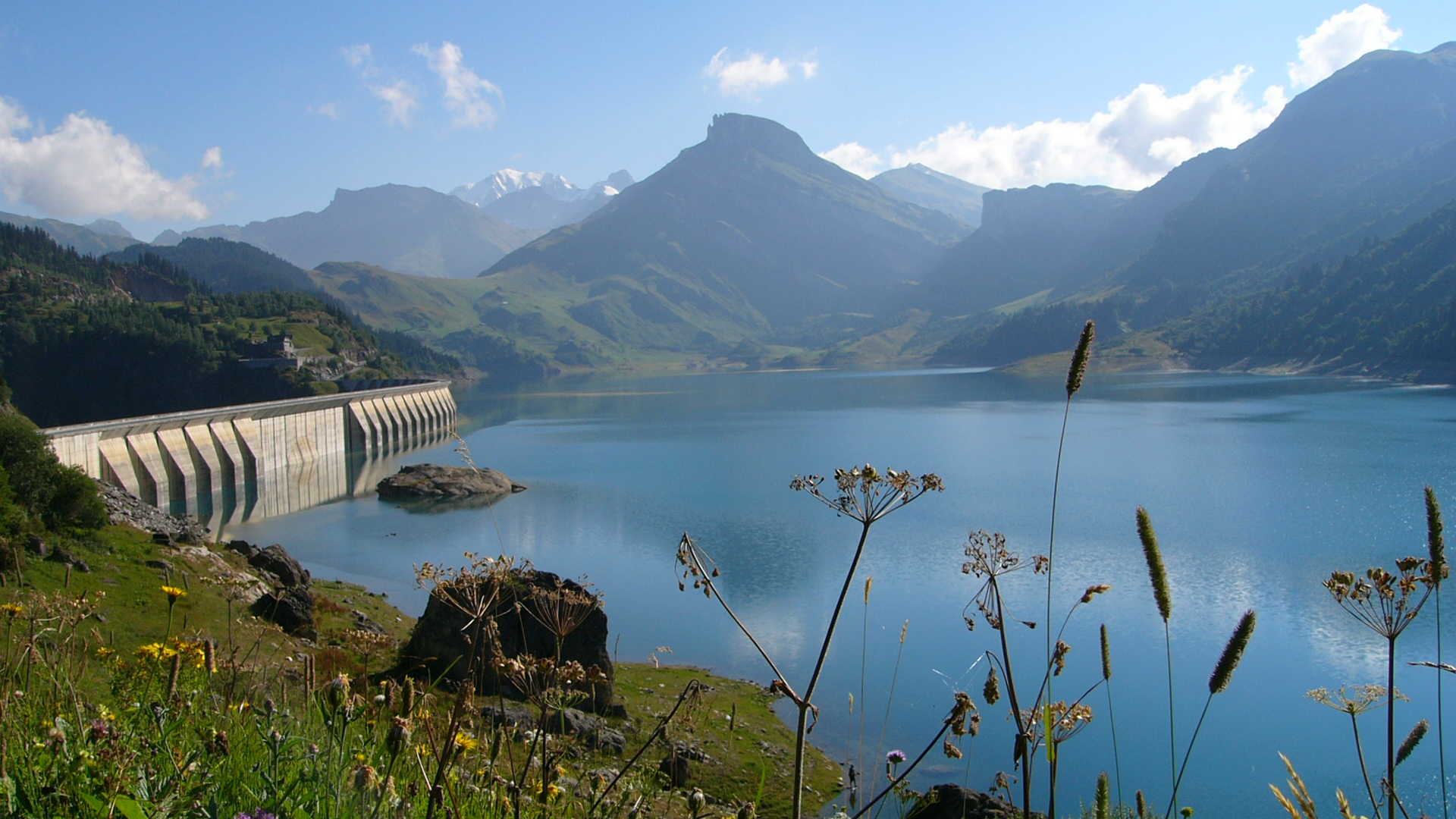
Jezioro Roselend

Massif du Beaufortain (wł. Alpi del Beaufortain) – grupa górska w Alpach Zachodnich. Leży we wschodniej Francji, w regionie Rodan-Alpy (departamenty Sabaudia i Górna Sabaudia). Nazwa masywu pochodzi od pobliskiej miejscowości – Beaufort. Najwyższym szczytem masywu jest Roignais, który osiąga 2995 m. Masyw zajmuje powierzchnię ok. 1700 km².
Najwyższe szczyty:
- Roignais 2995 m,
- Aiguille du Grand Fond 2920 m,
- Pointe de la Terrasse 2881 m,
- Grande Parel 2725 m,
- Pierra Menta 2714 m,
- Aiguilles de la Penaz 2688 m,
- Grand Mont 2686 m,
- Crêt du Rey 2633 m,
- Tête de la Cicle 2552 m,
- Crête des Gittes 2538 m,
- Mont Coin 2539 m,
- Mont Joly 2525 m,
- Aiguille Croche 2487 m,
- Pointe de la Grande Journée 2462 m,
- Mont Mirantin 2460 m.

Ośrodki turystyczne:
- Arêches-Beaufort,
- Contamines-Montjoie,
- Megève,
- Notre-Dame-de-Bellecombe,
- Praz-sur-Arly,
- Saint-Gervais-les-Bains,
- Les Saisies.